# Casa Presei Libere
Die Casa Presei Libere (deutsch Haus der freien Presse, bis 1989 Casa Scînteii) ist ein Gebäude im Stil des sozialistischen Klassizismus im Norden Bukarests. Es war von 1956 bis 2007 das höchste Gebäude der Stadt, bis es vom Tower Center abgelöst wurde. Das Haus der freien Presse befindet sich am Platz der freien Presse (rumänisch Piața Presei Libere) und grenzt an den Parcul Regele Mihai I al României.

## Geschichte
Das Gebäude wurde vom Architekten Horia Maicu entworfen, der es der Lomonossow-Universität Moskau nachempfunden hat. Benannt wurde es nach der Parteizeitung Scînteia der Rumänisch Kommunistischen Partei als Casa Scînteii und beheimatete deren sowie weitere Zeitungsredaktionen.
Nach der rumänischen Revolution diente das Gebäude, nunmehr umbenannt zum Haus der freien Presse, als Redaktionsgebäude mehrerer rumänischer Presseerzeugnisse.

## Aripi-Denkmal
Eine vor dem Gebäude befindliche Leninstatue wurde im Zuge der rumänischen Revolution niedergerissen. Auf dem verbliebenen Sockel wurde 2016 das Denkmal Aripi (rumänisch Flügel) für die Opfer des antikommunistischen Widerstandes in Rumänien und Bessarabien zwischen 1945 und 1989 errichtet, eine über 20 Meter hohe und 100 Tonnen schwere Stahlkonstruktion des Bildhauers Mihai Buculei.